# Accident (fal·làcia)
La fal·làcia lògica d'accident (també dita destruint l'excepció o a dicto simpliciter ad dictum secundum quid) és una fal·làcia deductiva incorrent en un sil·logisme estadístic (un argument basat en una generalització) quan una excepció a una regla d'or és ignorada. És una de les tretze fal·làcies identificades originalment per Aristòtil. La fal·làcia es produeix quan s'intenta aplicar una regla general a una situació particular o que no hi té relació.
Per exemple:
1. Tallar persones amb un ganivet és delicte.
2. Els cirurgians tallen persones amb ganivets.
3. Els cirurgians són criminals.

És fàcil construir arguments fal·laços mitjançant l'aplicació d'afirmacions generalitzant sobre casos concrets que són òbviament excepcions.